# Asplenium jahandiezii
Asplenium jahandiezii is een varen uit de streepvarenfamilie (Aspleniaceae). De soort is endemisch in de Gorges du Verdon (Frankrijk).

## Naamgeving enetymologie
- Synoniemen: Asplenium fontanum (L.) Bernh. subsp. jahandiezii Litard., Asplenium viride Huds. subsp. jahandiezii (Litard.) Douin

- Frans: Doradille du Verdon, Doradille de Jahandiez

De botanische naam Asplenium is afgeleid van Oudgrieks ἄσπληνον, asplēnon (= miltkruid). De soortaanduiding jahandiezii is een eerbetoon aan Émile Jahandiez (1876-1938), een Frans botanicus die de flora van de Gorges du Verdon mede in kaart heeft gebracht en die de varen het eerst heeft gevonden.

## Kenmerken
Asplenium jahandiezii is een kleine, overblijvende, hemikryptofiete varen die afzonderlijk of in kleine groepjes tegen de rotsen te vinden is.
De tot 10 cm lange bladen zijn lancetvormig, donkergroen, onbehaard, diep veerdelig of eenmaal geveerd, de bladrand getand. De blaadjes zijn aan de basis verbreed.
De bladsteel en bladspil zijn volledig groen.
De blaadjes overleven de winter maar verdrogen langzaam het volgende jaar.

## Habitat
Asplenium jahandiezii komt enkel voor op kalkrotsen, op hoogtes tussen 600 en 800 m. Vaak is hij te vinden in spleten onder overhangende rotswanden, in de schaduw en niet te ver van de rivier.

## Voorkomen
Asplenium jahandiezii is een zeer zeldzame, endemische soort in de Gorges du Verdon en de Canyon de l'Artuby in het zuiden van Frankrijk, waar ze voorkomt tussen Castellane en Esparron-de-Verdon (departementen Var en Alpes-de-Haute-Provence). Ze wordt er aangetroffen op een vijftiental plaatsen, met niet meer dan enkele tientallen planten per plaats.

## Verwante en gelijkende soorten
Verwarring is mogelijk met de groensteel (Asplenium viride) en met Asplenium fontanum. A. jahandiezii heeft in tegenstelling tot beide andere blaadjes die verbreed zijn tegen de bladspil.
A. jahandiezii is, volgens een recente vergelijking van hun DNA (rbcL-genen), zeer nauw verwant met A. bourgaei, die voorkomt in het Midden-Oosten en de eilanden van de Egeïsche zee, 2.000 km naar het oosten. Vermoedelijk is A. bourgaei de voorouder van A. jahandiezii of hebben ze beide een gemeenschappelijke voorouder, die tijdens de laatste ijstijd dit hele verspreidingsgebied bewoonde.

## Zeldzaamheid en bescherming
Asplenium jahandiezii is in Frankrijk beschermd.
... · 
A. adiantum-nigrum (Zwartsteel) · 
A. adulterinum · 
A. aethiopicum · 
A. ×alternifolium · 
A. anceps · 
A. aureum · 
A. azoricum · 
A. billotii (Lancetvormige streepvaren) · 
A. bulbiferum · 
A. ceterach (Schubvaren) · 
A. cuneifolium · 
A. filare · 
A. fissum · 
A. fontanum (Genaalde streepvaren) · 
A. foreziense (Forez-streepvaren) · 
A. hemionitis · 
A. jahandiezii · 
A. lepidum · 
A. lolegnamense · 
A. majoricum · 
A. marinum (Zeestreepvaren) · 
A. nidus (Nestvaren) · 
A. obovatum · 
A. octoploideum · 
A. onopteris · 
A. petrarchae · 
A. ruta-muraria (Muurvaren) · 
A. scolopendrium (Tongvaren) · 
A. seelosii · 
A. septentrionale (Noordse streepvaren) · 
A. trichomanes (Steenbreekvaren) · 
A. trichomanes subsp. coriaceifolium · 
A. trichomanes subsp. pachyrachis · 
A. trichomanes subsp. quadrivalens · 
A. trichomanes subsp. trichomanes · 
A. viride (Groensteel) · 
A. viviparum · 
...